# دانشگاه مارکت
دانشگاه مارکت (به انگلیسی: Marquette University) یک دانشگاه خصوصی و تحقیقاتی  یسوعی در میلواکی، ویسکانسین است. این کالج در ۲۸ اوت ۱۸۸۱ توسط انجمن عیسی مسیح تحت عنوان کالج مارکت تأسیس شد. 
 بنیان‌گذار این کالج، شخصی به نام جان هنی (اولین اسقف کاتولیک  میلواکی)، بوده‌است.

این دانشگاه به افتخار مبلغ و کاشف قرن هفدهم، پدر ژاک مارکت، با هدف ارائه آموزش کاتولیک مقرون به صرفه به جمعیت مهاجر آلمانی نوظهور منطقه نامگذاری شده‌است. این کالج که در ابتدا یک مؤسسه کاملاً مردانه بود، درسال ۱۹۰۹ میلادی، شروع به پذیرش دانشجویان دختر کرد و به این ترتیب به عنوان اولین دانشگاه کاتولیک مختلط جهان در تاریخ ثبت شد.

امروز دانشگاه مارکت، بخشی از انجمن کالج‌ها و دانشگاه‌های یسوعی است. این دانشگاه توسط کمیسیون آموزش عالی به رسمیت شناخته می‌شود و در حال حاضر حدود ۱۲۰۰۰ دانشجو دارد. در بین دانشگاه‌های سطح دکترا - فعالیت‌های تحقیقاتی این دانشگاه، بالا ارزیابی شده‌است. مارکت، یکی از بزرگترین دانشگاه‌های یسوعی در ایالات متحده و بزرگترین دانشگاه خصوصی در ویسکانسین است.
دانشگاه مارکت، از ۱۱ کالج و آموزشگاه در محوطه اصلی دانشگاه، تشکیل شده‌است. هر آموزشگاه به رشته خاصی از جمله، هنر، بازرگانی، ارتباطات، مهندسی فنی، حقوق و انواع علوم بهداشتی تعلق دارد. 
دانشگاه مارکت، همچنین تعدادی کلاسهای آموزشی در مناطق اطراف و حومه میلواکی و واشینگتن، برگزار می‌کند. اکثر دانشجویان دانشگاه مارکت، در دوره‌های کارشناسی در حال تحصیل هستند. با این حال دانشگاه مارکت دارای بیش از ۶۸ برنامه تحصیلی در مقطع کارشناسی ارشد و دکتری است؛ از جمله دانشکده حقوق، دانشکده دندانپزشکی که یگانه امکان تحصیل در این رشته در کل ایالت است و ۲۲ برنامه تکمیل تحصیلات در مقاطع بالاتر از کارشناسی، که به رشته‌های دیگری تعلق دارند. 
تیم‌های ورزشی دانشگاه، معروف به عقاب‌های طلایی، همگی عضو اتحادیه ملی ورزش دانشگاهی هستند و در رشته‌های ورزشی بسیار متنوعی رقابت می‌کنند.